# Fulpmes
Fulpmes je obec v Rakousku ve spolkové zemi Tyrolsko v okrese Innsbruck-venkov. V obci žije přibližně 4 500 obyvatel.

## Geografie
Území obce se táhne napříč údolím od vrcholu Serles na jihu až k severozápadu na hřebeni, který odděluje Telfer Schlick od hlavního údolí Stubai. Obcí protéká potok Schlickerbach, který se vlévá do řeky Ruetz.
Rozloha obce Fulpmes je 16,78 km². Z toho 62,5 % tvoří lesy, 13 % orná půda, tři procenta zahrady.

### Struktura obce
Obec je tvořena jedním katastrálním územím a zahrnuje dvě lokality (počet obyvatel k 1. lednu 2022):
- Fulpmes (3140 obyvatel), obec se starým centrem a vesnicemi Tschaffinis, Loredais, Forchach, Ruetzbach.

- Medraz (1334 obyvatel), obec s osadou Medrazer Stille na druhé straně potoka Ruetz, průmyslovou oblastí na jihu a rotte Gröbenhof a Vergör nad ní a Omesberg již nad Kamplem. Medraz byl poprvé zapsán v roce 1500 jako Madaratz.

Sčítací obvody jsou Fulpmes-Dorf a Fulpmes-Umgebung (Tschaffinis, Loredais, Forchach, Ruetzbach), dále Fulpmes-Medraz pro Medraz a několik domů v obci Fulpmes.

### Sousední obce
Obec sousedí 
|                       | Telfes im Stubai | Mieders           |
|                       |                  |                   |
| Neustift im Stubaital | Trins            | Matrei am Brenner |

## Historie
První písemná zmínka o obci je z roku 1286, kde je uváděna jako Vultmeis. V roce 1305 se ještě objevuje starší tvar Vultmeins. Vychází ze starobylého kořene slova. Badatelé navrhli jazykovou rekonstrukci vultminos (patřící k Waldalmu (Froneben)) nebo voltimesinis (sídlo Voltimesis).
Názvy ulic, částečně zachované štoly a nástroje v nich nalezené svědčí o staleté tradici hornictví, hutnictví a zpracování železa v obci. Od 14. do 16. století se na Schlicku těžilo železná ruda (první zmínka o hamru na Schlickerbachu pochází z roku 1352) a na Sonnensteinu zlato a stříbro.
Kromě místních malých železářských podniků se železem obchodovali i podomní obchodníci. Když se v 16. století ložiska vyčerpala, přešlo se na kovářství. Fulpmes tak zůstal průmyslovým centrem až do 19. století. V 18. století zde vznikly obchodní společnosti, které vyvážely až do Ruska a Anglie.
Ve Fulpmesu dodnes sídlí firma Stubai, která vyrábí nářadí pod známou značkou Stubai. Od 22. srpna 1897 zde existuje odpovídající technická škola (od roku 1969 Höhere Technische Bundeslehranstalt Fulpmes), která dokázala udržet a rozvíjet vysokou úroveň kvality.
Úzká vazba na železářský průmysl je patrná i ve znaku města. Potíže, které vznikly kovářskému řemeslu v průběhu industrializace, byly umělecky zpracovány ve filmu Aufruhr der Herzen (1944), v němž Fulpmes hraje hlavní roli.
Na počátku 20. století působilo ve Fulpmesu Sdružení katolických dělníků.
Obec je známá také z hlediska cestovního ruchu, protože se odtud jezdí do lyžařského areálu Schlick.
Od roku 1904 je obec spojena s Innsbruckem elektrickou místní železnicí (Stubaitalbahn).
Vládním nařízením ze 7. března a s účinností od 28. května 2017 byl Fulpmes povýšen na tržní město.

## Znak
Blason: Ve stříbrném štítě červené břevno šikmo doleva, převýšené černou kovářskou kovadlinou v přirozeném tvaru.
Znak byl obci udělen v roce 1948, kovářská kovadlina ve znaku představuje úzkou vazbu na železářský průmysl.

## Významní rodáci
- Clemens Holzmeister (1886-1983) – architekt
- Ingo Appelt (* 1961) – bobista, olympijský vítěz z roku 1992
- Gregor Schlierenzauer (* 1990) – skokan na lyžích

## Partnerská města
- Villepreux, Francie